# Othniocera pallida
Othniocera pallida är en tvåvingeart som beskrevs av Hardy 1986. Othniocera pallida ingår i släktet Othniocera och familjen borrflugor. Inga underarter finns listade i Catalogue of Life.